# JAPAN BOYS
『JAPAN BOYS』（ジャパンボーイズ）は、1998年10月3日から1999年3月27日までフジテレビ系列で放送されていた関西テレビ制作のバラエティ番組。MIZUNOの一社提供。放送時間は毎週土曜 23:00 - 23:30 （日本標準時）。略称は「JB」で、新聞のテレビ欄ではこちらの表記が用いられていた。

## 概要
前番組『とんねるずのハンマープライス』から引き続きとんねるずが司会を務めた深夜番組で、「日本男児の再生」をコンセプトに様々なドキュメントバラエティ企画を実施していた。番組は一般からの参加希望者（男性のみ）を募り、石橋貴明と木梨憲武それぞれが立ち上げたチームに配置して様々な修行をさせた。
石橋チームが行った企画に、一般参加者30人に料理修行をさせる企画があった。この企画では、まず彼らに体力トレーニングなどをさせ、その中から選ばれた男性10人を一流料亭の下で3か月近くにわたって修行させた。そして、修行を終えた彼らを石橋がプロデュースする店「貴味」（きあじ）に調理師として雇い、原宿に店を出させた。しかし、この店は2005年時点で既に閉店している。
この他にも、一流プロ野球選手による石橋チームの修行企画や、一流プロゴルファーによる木梨チームの修行企画などがあった。木梨チームには、プロゴルファーの佐藤精一がコーチに付いていた。
この番組の最終回をもって、『ねるとん紅鯨団』から11年半にわたって放送されたフジテレビ土曜23時台のとんねるずのバラエティ番組シリーズは終了した（関西テレビ制作としても終了。共同制作で別曜日・時間帯の『Grade-A』を加えると4本目となる）。

## 備考
クロスネット局のテレビ大分では日曜 22:30 - 23:00に遅れネットされていた。また、テレビ西日本は前番組まではミズノの他に独自のスポンサーを付けた複数社提供だったが、1998年秋季改編のこの番組よりミズノの一社提供となった。